# العلاقات الصومالية الدومينيكانية
العلاقات الصومالية الدومينيكانية هي العلاقات الثنائية التي تجمع بين الصومال وجمهورية الدومينيكان.

## مقارنة بين البلدين
هذه مقارنة عامة ومرجعية للدولتين:
| وجه المقارنة                                              | الصومال                        | جمهورية الدومينيكان |
| --------------------------------------------------------- | ------------------------------ | ------------------- |
| المساحة (كم2)                                             | 637.66 ألف                     | 48.67 ألف           |
| عدد السكان (نسمة)                                         | 14.74 مليون                    | 10.40 مليون         |
| الكثافة السكانية (ن./كم²)                                 | 23.12                          | 213.68              |
| العاصمة                                                   | مقديشو                         | سانتو دومينغو       |
| اللغة الرسمية                                             | اللغة الصومالية، اللغة العربية | اللغة الإسبانية     |
| العملة                                                    | شلن صومالي                     | بيزو دومنيكاني      |
| الناتج المحلي الإجمالي (بليون دولار)                      | 7.37 مليار                     | 75.93 مليار         |
| الناتج المحلي الإجمالي (تعادل القوة الشرائية) بليون دولار |                                | 149.89 مليار        |
| الناتج المحلي الإجمالي الاسمي للفرد دولار أمريكي          | 549                            | 6.47 ألف            |
| الناتج المحلي الإجمالي للفرد دولار أمريكي                 |                                | 13.26 ألف           |
| مؤشر التنمية البشرية                                      |                                | 0.715               |
| رمز المكالمات الدولي                                      | +252                           | +1809، +1829، +1849 |
| رمز الإنترنت                                              | .so                            | .do                 |
| المنطقة الزمنية                                           | ت ع م+03:00                    | 00                  |

## منظمات دولية مشتركة
يشترك البلدان في عضوية مجموعة من المنظمات الدولية، منها:
| علم المنظمة | اسم المنظمة                                 | تاريخ انضمام الصومال | تاريخ انضمام جمهورية الدومينيكان |
| ----------- | ------------------------------------------- | -------------------- | -------------------------------- |
|             | الاتحاد البريدي العالمي                     | ?                    | ?                                |
|             | يونسكو                                      | 15 نوفمبر 1960       | 4 نوفمبر 1946                    |
|             | البنك الدولي للإنشاء والتعمير               | 31 أغسطس 1962        | 18 سبتمبر 1961                   |
|             | منظمة الشرطة الجنائية الدولية               | ?                    | ?                                |
|             | مؤسسة التمويل الدولية                       | 31 أغسطس 1962        | 31 أكتوبر 1961                   |
|             | الأمم المتحدة                               | 20 سبتمبر 1960       | 24 أكتوبر 1945                   |
|             | مجموعة دول أفريقيا والكاريبي والمحيط الهادئ | ?                    | ?                                |
|             | مؤسسة التنمية الدولية                       | 31 أغسطس 1962        | 16 نوفمبر 1962                   |
|             | منظمة حظر الأسلحة الكيميائية                | ?                    | ?                                |

## وصلات خارجية
- موقع وزارة الخارجية الصومالية